# Notomma munroi
Notomma munroi är en tvåvingeart som beskrevs av Albany Hancock 1985. Notomma munroi ingår i släktet Notomma och familjen borrflugor.
Artens utbredningsområde är Madagaskar. Inga underarter finns listade i Catalogue of Life.